# Чедомир Јеленић
Чедомир Чеда Јеленић (Јабучје, код Лајковца, 1923 — Београд, 1999) био је учесник Народноослободилачке борбе, друштвено-политички радник СФР Југославије и СР Србије, економиста, генерални директор Робних кућа „Београд”. Повукао се са те позиције 1974. под притиском чистке либерала у Србији.

## Биографија
Рођен је 1923. године у Јабучју, код Лајковца. Након завршене основне школе, почео је да учи гимназију у Ваљеву, али после ниже гимназије долази у Београд, на занат. Завршио је Трговачку школу при француској фирми АЖБ. Након Априлског рата и окупације Краљевине Југославије 1941. године, придружује се Народноослободилачком покрету (НОП). Ступа у партизане и учествује у ослобођењу Београда, 1944. године.
Завршио је Вишу партијску школу „Ђуро Ђаковић“ при Централном комитету КПЈ. Дипломирао је на Вишој економској школи, потом и на Економском факултету Универзитета у Београду и после ослобођења Југославије посветио се, поред партијског рада, привреди. Извесно време провео је у Западној Немачкој, усавршавајући немачки језик на Гетеовом институту.
У периоду пре него што ће преузети функцију челног човека Робних кућа „Београд”, Чедомир Јеленић радио је на партијско-политичким дужностима у синдикату Београда и Србије. Обављао је и функцију савезног народног посланика у Савезној народној скупштини. Међутим, 1966. године бива постављен на место генералног директора робне куће на Теразијама, имајући почетни задатак да интегрише постојеће четири београдске робне куће у једну. Након успешно извршеног задатка и стварања система Робних кућа „Београд”, Јеленић је наставио да примењује знања стечена током школовања у француској фирми АЖБ, предузеће је наставило да се развија и напредује и до 1974. године, до кад је Јеленић седео у фотељи генералног директора, створен је трговачки систем постао је препознатљив у савезним оквирима, помажући својим наруџбинама и нека друга републичка предузећа попут „Симпа” из Врања, „Јавора” из Ивањице, „Рудника” из Горњег Милановца, као и предузећа из других југословенских република. Карактеристика су биле и високе плате запослених, које је сам Јеленић правдао тиме да „трговац живи од дохотка, а не од промета”, као и да су услови рада тешки.
Прва половина седамдесетих година била је бурна по српске комунисте и у историји је остала упамћена као чистка либерала у Србији. Пад Марка Никезића и Латинке Перовић 1972. године су испратиле смене и повлачења низа руководилаца успешних колектива у Србији. Међу њима се налазио и Јеленић, који је 1974. поднео неопозиву оставку на место генералног директора Робних кућа „Београд”. Да мора да направи такав корак саопштио му је тадашњи секретар Градског комитета Савеза комуниста Београда, Душан Глигоријевић. Наследио га је Марко Узелац, на то место постављен захваљујући управо Глигоријевићу.
У времену после тих дешавања, Јеленић је добио понуду да оде за представника спољно-трговинског предузећа „Прогрес” у Источном Берлину, али се на том месту задржао само годину дана. По повратку из Источне Немачке, Јеленић је био у преговорима да преузме дужност представника словеначке привреде у Србији, али је тај аранжман сторниран захваљујући српском друштвено-политичком врху, који је интервенисао код Франце Попита, председника Председништва Централног комитета Савеза комуниста Словеније, с образложењем да је недопустиво да Словенци запошљавају српске технократе са којима се Србија обрачунава. У превремену пензију Јеленић одлази из црногорског „Индустрија-импорта”. Наиме, имао је идеју по којој ће се у Београду интегрисати разна ситна представништва црногорске привреде, те да би тај пословни потез могао за позитивну последицу да има прерастање „Индустрија-импорта” у „црногорски Генекс”. Међутим, за ту идеју нико није имао слуха и Јеленић одлази у пензију.
Умро је 1999. године у Београду. Сахрањен је на Новом гробљу у Београду.
Носилац је бројних друштвених признања и југословенских одликовања.

## Видите још
- Влада Вишњић
- Првослав Раковић
- Миодраг Чеперковић
- Чистка либерала у Србији